# King City (Californië)
King City is een plaats (city) in de Amerikaanse staat Californië, en valt bestuurlijk gezien onder Monterey County.

## Demografie
Bij de volkstelling in 2000 werd het aantal inwoners vastgesteld op 11.094.
In 2006 is het aantal inwoners door het United States Census Bureau geschat op 11.225, een stijging van 131 (1.2%).

## Geografie
Volgens het United States Census Bureau beslaat de plaats een oppervlakte van
9,6 km², waarvan 9,5 km² land en 0,1 km² water.

## Plaatsen in de nabije omgeving
De onderstaande figuur toont nabijgelegen plaatsen in een straal van 48 km rond King City.